# Lester Cowan
Lester Cowan (Akron, 1º aprile 1906 – New York, 21 ottobre 1990) è stato un produttore cinematografico statunitense.

## Biografia
Nato nello stato dell'Ohio, produsse film per quasi vent'anni, fra le sue produzioni più celebri Una notte sui tetti con i fratelli Marx ed una giovane Marilyn Monroe in una piccola parte.

## Filmografia

### Produttore
- Tutta la città ne parla (1935), non accreditato
- You Can't Cheat an Honest Man (1939)
- My Little Chickadee (1940)
- Tenebre  (1941)
- Uragano all'alba (1942)
- I forzati della gloria (1945)
- Il bacio di Venere (1948)
- Una notte sui tetti (1949)
- Main Street to Broadway (1953)